# Helmut Friedel
Helmut Friedel (* 20. Juni 1946 in München) ist ein deutscher Kunsthistoriker. Von 1990 bis Ende 2013 war er Direktor der Städtischen Galerie im Lenbachhaus in München und von 2014 bis 2017 Direktor des Museum Frieder Burda in  Baden-Baden.

## Werdegang
Von 1966 bis 1973 studierte Friedel Kunstgeschichte und Klassische Archäologie an den Universitäten München und Florenz und erwarb im Jahr 1972 den Magister artium. Es folgte im Jahr 1973 die Promotion mit einer Untersuchung zu Augsburger Bronzemonumenten um 1600. Nach einem Stipendium der Max-Planck-Gesellschaft an der Bibliotheca Hertziana in Rom folgte ein Volontariat am Bayerischen Nationalmuseum und an den Staatsgemäldesammlungen in München. Im Jahr 1977 wurde Friedel zum Kurator an der Städtischen Galerie im Lenbachhaus ernannt, ab 1981 folgte dann eine Lehrtätigkeit am Kunsthistorischen Institut der Universität München, an der Akademie der Bildenden Künste München und an der Bayerischen Staatslehranstalt für Photographie. Helmut Friedel ist Mitglied der Bayerischen Akademie der Schönen Künste in München und der Accademia di San Luca in Rom. 1990 wurde er zum Direktor am Lenbachhaus,  im Jahr 1994 zum Honorarprofessor an der Akademie der Bildenden Künste München ernannt. Ende 2013 trat er als Direktor am Lenbachhaus in den Ruhestand. Sein Nachfolger wurde Matthias Mühling.

## Wirken
Helmut Friedel kam 1977 als Kurator an das Lenbachhaus, das sich in diesem Jahrzehnt unter der Direktion von Armin Zweite neu orientierte und junger internationaler Kunst öffnete. Zusammen entwickelten sie ein umfangreiches und vielfältiges Ausstellungsprogramm zur klassischen Moderne und zur internationalen Gegenwartskunst.
Als Kurator widmete sich Friedel den neuen Medien, seit Ende der 1970er Jahre wurde am Lenbachhaus Videokunst gezeigt, es fanden Performances statt und es gab eine spektakuläre Landart Aktion im Münchner Südosten. An den Performance-Reihen 1979 und 1981 waren u. a. Arnulf Rainer und Dieter Roth, Jürgen Klauke, Peter Weibel, Jana Heimsohn, Jochen Gerz, Valie Export, Herbert Achternbusch, Laurie Anderson, Dan Graham beteiligt.
Für das Kunstforum, einen zusätzlichen Ausstellungsraum in der Unterführung Maximilianstraße, kuratierte Helmut Friedel zwischen 1978 und 1990 insgesamt 92 Präsentationen zeitgenössischer Kunst u. a. mit Werken von Franz Erhard Walther, Roni Horn, Stephan Huber, Keiji Uematsu, Yuji Takeoka, Kazuo Katase, Urs Lüthi, Carl Andre und Ian McKeever.
In den 1980er Jahren setzte Friedel für das Lenbachhaus einen neuen Schwerpunkt in der italienischen Gegenwartskunst, legendär wurde die umfassende Präsentation Der Traum des Orpheus. Mythologie in der italienischen Gegenwartskunst 1967–1984. Dazu kamen große Ausstellungen u. a. zu Michelangelo Pistoletto, Alberto Burri, Marco Gastini, Enzo Cucchi und Jannis Kounellis.
1990 trat Helmut Friedel die Nachfolge von Armin Zweite als Direktor an. Inspiriert von der historischen Präsentationsform des Kunst des Blauen Reiter im Jahr 1911, die erst vor dunklen Hintergrund, später in farbigen Demonstrationsräumen gezeigt worden war, ließ er diesen Sammlungsbereich im Lenbachhaus auf farbige Wände hängen – eine Maßnahme, die heftige Kontroversen hervorrief, da bis dahin Werke der klassischen Moderne stets in einem neutralen ›White Cube‹ präsentiert worden waren. Friedel schuf damit einen bis heute wirksamen Präzedenzfall, der zuweilen auch ohne historischen Kontext imitiert wird. Dieses Vorgehen begründete er in einem gemeinsam mit Uwe M. Schneede verfassten Artikel damit, dass den Bildern des Blauen Reiters durch diese Art der Präsentation wieder ein wenig ihrer Originalität zurückgegeben werden sollte, die durch ihren Übergang zum ästhetischen Allgemeingut verloren gegangen wäre.
1994 konnte er den Kunstbau eröffnen, einen großen unterirdischen Ausstellungsraum über dem U-Bahnhof Königsplatz mit einer raumfüllenden Lichtinstallation des amerikanischen Künstlers Dan Flavin. Dieser zusätzliche Raum ermöglichte die Erweiterung der Ausstellungstätigkeit, vor allem im Bereich zeitgenössische Kunst. Insgesamt 66 umfangreiche Ausstellungen fanden zwischen 1994 und Ende 2013 im Kunstbau statt, darunter zahlreiche Präsentationen zeitgenössischer Kunst von Dan Flavin, Chuck Close, Jenny Holzer, Jeff Wall, Harald Klingelhöller, Rupprecht Geiger, Per Kirkeby, Gerhard Richter, On Kawara, Rosemarie Trockel, James Coleman, David Claerbout, Cerith Wyn Evans, Angela Bulloch/Tom Burr, Erwin Wurm uva. als auch historischer Kunst wie etwa von Gabriel von Max, Paula Modersohn-Becker, Egon Schiele, Piet Mondrian, Marcel Duchamp sowie umfangreicher Themenausstellungen. Besondere Publikumserfolge waren die monografischen Ausstellungen von Franz Marc (2005/06) und Wassily Kandinsky (2008/09).
1998/1999 wurde unter der Federführung von Helmut Friedel als Vorsitzendem der Gabriele Münter- und Johannes Eichner-Stiftung die Renovierung des Münter-Hauses in Murnau durchgeführt und der Zustand des sogenannten „Russenhauses“ in der Zeit vor dem Ersten Weltkrieg wiederhergestellt, als Gabriele Münter und Wassily Kandinsky dort lebten.
Am Lenbachhaus waren Ausstellungen und Neuerwerbungen für die Sammlungen aufeinander abgestimmt. Die von Wassily Kandinsky geprägten Begriffe von der „großen Realistik“ und der „großen Abstraktion“ umreißen das dabei relevante Spektrum von der gegenständlichen Malerei, Fotografie und Video bis zur abstrakten Kunst. Ankäufe waren häufig begleitet von umfangreichen Schenkungen der Künstler, so u. a. von Rupprecht Geiger und Günter Fruhtrunk. Herausragende Erwerbungen waren die des ›Atlas‹ von Gerhard Richter 1996 und des Environments von Joseph Beuys, ›vor dem Aufbruch aus Lager I‹ (1970/80), im Jahr 2013. Es gelang ihm, zahlreiche großzügige Schenkungen und Stiftungen an das Haus zu binden: so die Schenkung von 15 Plastiken von Joseph Beuys durch Lothar Schirmer, die Kooperation mit der Christoph Heilmann Stiftung für die Kunst des 19. Jahrhunderts und vor allem die KiCo Stiftung, die dem Haus die Erwerbung von bedeutenden Werken der Gegenwartskunst ermöglicht.
Helmut Friedel initiierte zahlreiche Forschungsprojekte zur Erschließung des Sammlungsbestandes, die u. a. in Werkkatalogen zu Wassily Kandinsky, Gabriele Münter, Franz Marc und Gerhard Richter resultierten.
2013 konnte Helmut Friedel nach 4-jähriger Renovierungs- und Bauzeit das neue Lenbachhaus eröffnen. Das nach Plänen von Foster + Partners generalsanierte, modernisierte und durch einen neuen Anbau bereicherte Haus erfüllt nun die Anforderungen an ein modernes Museum des 21. Jahrhunderts.

## Veröffentlichungen
Helmut Friedel ist inzwischen an über 230 Veröffentlichungen zur Zeitgenössischen Kunst beteiligt, darunter eine Vielzahl von Beiträgen zu Kunstausstellungen des Lenbachhauses.
Kuratierungen (Kataloge in Auswahl)
- Rupprecht Geiger – Gemälde und Zeichnungen, Hrsg. Helmut Friedel, Texte: Rupprecht Geiger, Helmut Heißenbüttel, München 1978.
- Performances 79 – Körpersprache, Tanz-Musik, Video-Film, Theater, Hrsg. Helmut Friedel, Texte Karlheinz Hein, Ingrid Imhof, Karl Imhof, München, 1979.
- Kunst und Technik in den 20er Jahren: Neue Sachlichkeit und gegenständlicher Konstruktivismus. Gemälde, Zeichnungen, Grafiken, Fotos, Filme., Helmut Friedel u. Ingeborg Güssow, München 1980.
- Der Traum des Orpheus: Mythologie in der Italienischen Gegenwartskunst 1967–1984, Hrsg.: Helmut Friedel. Texte: Helmut Friedel, Jürgen Schilling u. a., München 1984.
- Jannis Kounellis: Arbeiten von 1958 bis 1985, Hrsg. Helmut Friedel, München 1985.
- You Can Imagine the Opposite: Maurizio Nannucci. Hrsg.: Helmut Friedel, München 1991.
- Gabriele Münter (1877–1962): Retrospektive. Hrsg.: Annegret Hoberg, Helmut Friedel, München: Prestel [u. a.] 1992.
- „Dan Flavin im Kunstbau,“ in Dan Flavin; Kunstbau Lenbachhaus München (Architektur Uwe Kiessler) / Hrsg. Helmut Friedel, München 1994
- Das bunte Leben: Wassily Kandinsky im Lenbachhaus. Hrsg. Helmut Friedel. Bearb. Vivian Endicott Barnett, Texte von V.E.Barnett, Marion Ackermann und H.Friedel, Köln 1995.
- Michelangelo Pistoletto: Memoria Intelligentia Praevidentia. Bearb. Helmut Friedel, Ostfildern-Ruit 1996.
- Arnulf Rainer: Bibelübermalungen. Hrsg.und Bearb. Helmut Friedel, Ostfildern-Ruit 2000.
- Hans Hofmann. Wunder des Rhythmus und Schönheit des Raumes. Hrsg. und Text: Helmut Friedel. Ostfildern-Ruit 1997.
- Bronzebildmonumente in Augsburg 1589–1606. Bild und Urbanität. Mühlberger, Augsburg 2001.
- Franz Ackermann / Rupprecht Geiger: Transatlantic, Bienal de São Paulo 2002. Helmut Friedel in Zusammenarbeit mit Anuschka Koos, München, 2002.
- Thomas Demand.  Hrsg. Helmut Friedel, Poul Erik Töjner. Bearb. Susanne Gaensheimer, München 2002.
- Urs Lüthi: Run for your life, Aus der Serie/From the Serie Placebos and Surrogates. Hrsg. Und Text: Helmut Friedel, Bearb. Urs Lüthi, Ostfildern-Ruit 2000.
- Gerhard Richter: Atlas. Hrsg.  Helmut Friedel, Köln 2006.
- Gerhard Richter – Rot Gelb Blau. Hesg. und Text: Helmut Friedel, mit einem Essay von Robert Storr, München 2007.
- Kandinsky: Absolut. Abstrakt. Städtische Galerie im Lenbachhaus und Kunstbau in Kooperation mit dem Centre Pompidou, Paris und der Solomon R. Guggenheim Foundation, New York. Hrsg. und Text: Helmut Friedel, Bearb. Annegret Hoberg, München 2008.
- Erwin Wurm. Hrsg. und Text: Helmut Friedel, in Zusammenarbeit mit Erwin Wurm, Köln 2009.
- Das Lenbachhaus Buch: Geschichte, Architektur, Sammlungen. Hrsg. Helmut Friedel und Matthias Mühling, München 2013.
- Joseph Beuys im Lenbachhaus und die Schenkung Lothar Schirmer. Hrsg. Helmut Friedel und Lothar Schirmer, München 2013.

## Auszeichnungen
Die Münchener Abendzeitung zeichnete ihn Ende Dezember 2013 mit dem „Stern des Jahres“ in der Kategorie Ehrenstern aus.